# Ordine del Leone e del Sole
L'Ordine del Leone e del Sole fu un ordine cavalleresco dell'Impero Persiano. Fu la più alta e più importante onorificenza dell'Impero di Persia e per questo, nel cambio delle dinastie che si ebbero tra Ottocento e Novecento, fu soggetto ad una serie di cambiamenti nel tentativo di legarlo sempre più alla casa regnante. 
Con la proclamazione della Repubblica nel 1979 non venne più concesso. L'ordine continua ancora oggi ad essere riconosciuto come onorificenza privata dalla Dinastia Pahlavi.

## Storia
Nata col nome di Ordine del Sole (in persiano: Nishan-i-Khurshid), l'onorificenza venne istituito da Fat'h Ali Shah della dinastia Qajar nel 1807 in Persia per onorare inizialmente i militari distintisi in difesa della patria durante i recenti conflitti conclusisi col trattato di Finkenstein, siglato tra Francia e Persia il 4 maggio 1807. Il primo a ricevere quest'onorificenza, infatti, fu il generale francese Claude Mathieu de Gardane. 
L'ordine venne rifondato nel 1808 col nome di Ordine del Leone e del Sole (in persiano: Nishan-i-Shir u Khurshid, nome con cui anche oggi è maggiormente conosciuto) e venne sempre più concesso a quanti si fossero distinti genericamente al servizio dello Stato. Non a caso la scelta di affiancare al sole il leone, intendeva porre sulla decorazione quelle che erano le insegne ufficiali dell'impero persiano dal 1576. L'unica limitazione era che esso era destinato a premiare le personalità non persiane, e nello specifico i non mussulmani e difatti il primo insignito della nuova decorazione fu il generale inglese John Malcolm. L'ordine, composto in tre classi, venne limitato dallo scià Fath Ali nel 1814 a solo dodici concessioni della prima classe. Nel 1836, Muhammad Shah Qajar decise di distinguere l'onorificenza in una classe civile ed in una militare, apportando anche delle modifiche alle decorazioni: l'insegna della I classe per i militari avrebbe dovuto essere realizzata con diamanti, mentre quella civile (aperta a persiani e stranieri), sarebbe stata arricchita con pietre tanto più preziose quanto alto fosse stato il valore dell'azione che aveva portato al conferimento della medaglia. La figura del leone sulla medaglia, inoltre, venne variata con una spada in mano per la classe militare. Nel 1870, lo scià decise di dare maggiore importanza alle prime due classi dell'ordine, ridenominandole come un'onorificenza a parte col nome di Ordine Imperiale di Aqdas anche se tale denominazione continuerà in maniera discontinua solo fino al termine della dinastia dei Qajar. Nel 1872, il visir Mirza Hosein Khan Moshir od-Dowleh propose la modifica dell'onorificenza in cinque classi di merito sulla base del modello della Legion d'onore francese e di abolire ogni sorta di differenza tra le concessioni date a persiani o a personalità straniere.
Nel 1925, col cambio della dinastia Pahlavi, l'Ordine continuò ad esistere sotto il nome di Ordine di Homayoun con nuove insegne, ma sempre basate sul tema del leone e del sole, simboli stessi della Persia. La dinastia dei Pahlavi fece di quest'onorificenza un premio meramente civile, mentre ai militari venne destinata l'assegnazione dell'ordine di Zulfikar. Malgrado ciò l'ordine perse la propria tradizionale importanza a vantaggio di altre onorificenze specificatamente legate alla famiglia Pahlavi come l'Ordine dei Pahlavi o l'Ordine della corona, anche a causa del fatto che era divenuto estremamente semplice ottenere l'onorificenza, in particolare per le larghe concessioni che la casata dei Qajar ne aveva fatto nei confronti di militari e personale dell'Impero russo nella seconda metà dell'Ottocento.
L'onorificenza venne abolita assieme alle altre persiane con la proclamazione della repubblica nel 1979. L'ordine continua ancora oggi ad essere concesso come onorificenza privata dalla famiglia Pahlavi.

## Insegne

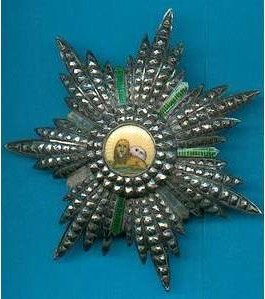
Una placca da grand'ufficiale (II classe) dell'Ordine del leone e del sole nella versione classica approvata nel 1808

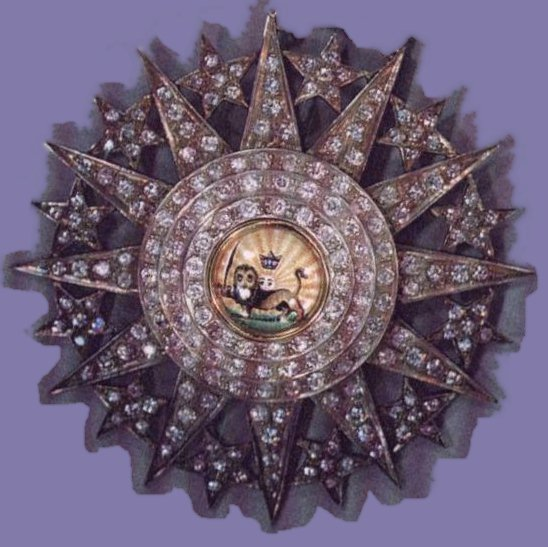
una placca da grande stella (I classe) dell'Ordine imperiale di Aqdas

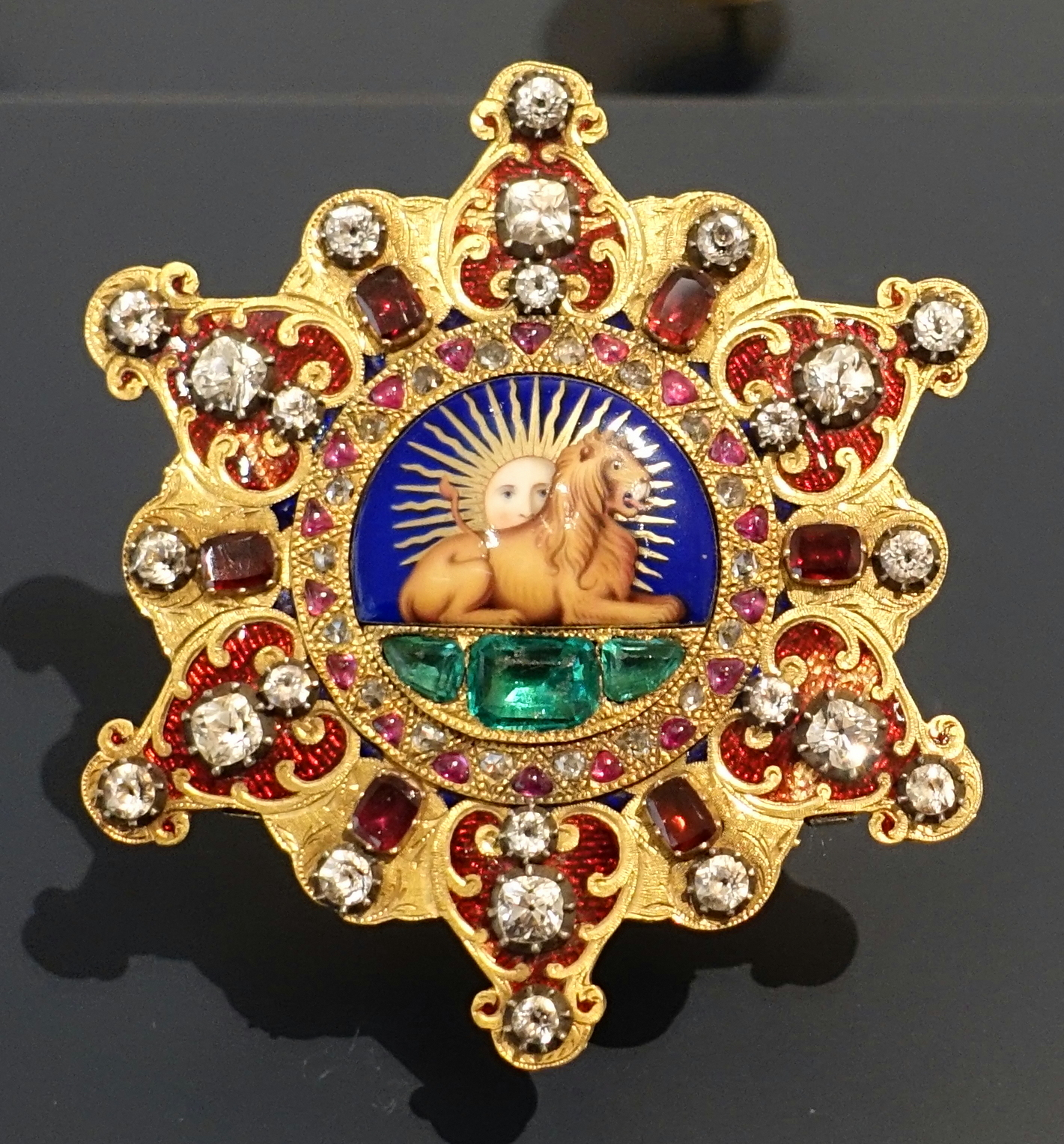
Una versione della grande stella (I classe) dell'Ordine del leone e del sole prodotta in Francia a metà Ottocento in oro, smalti e pietre preziose

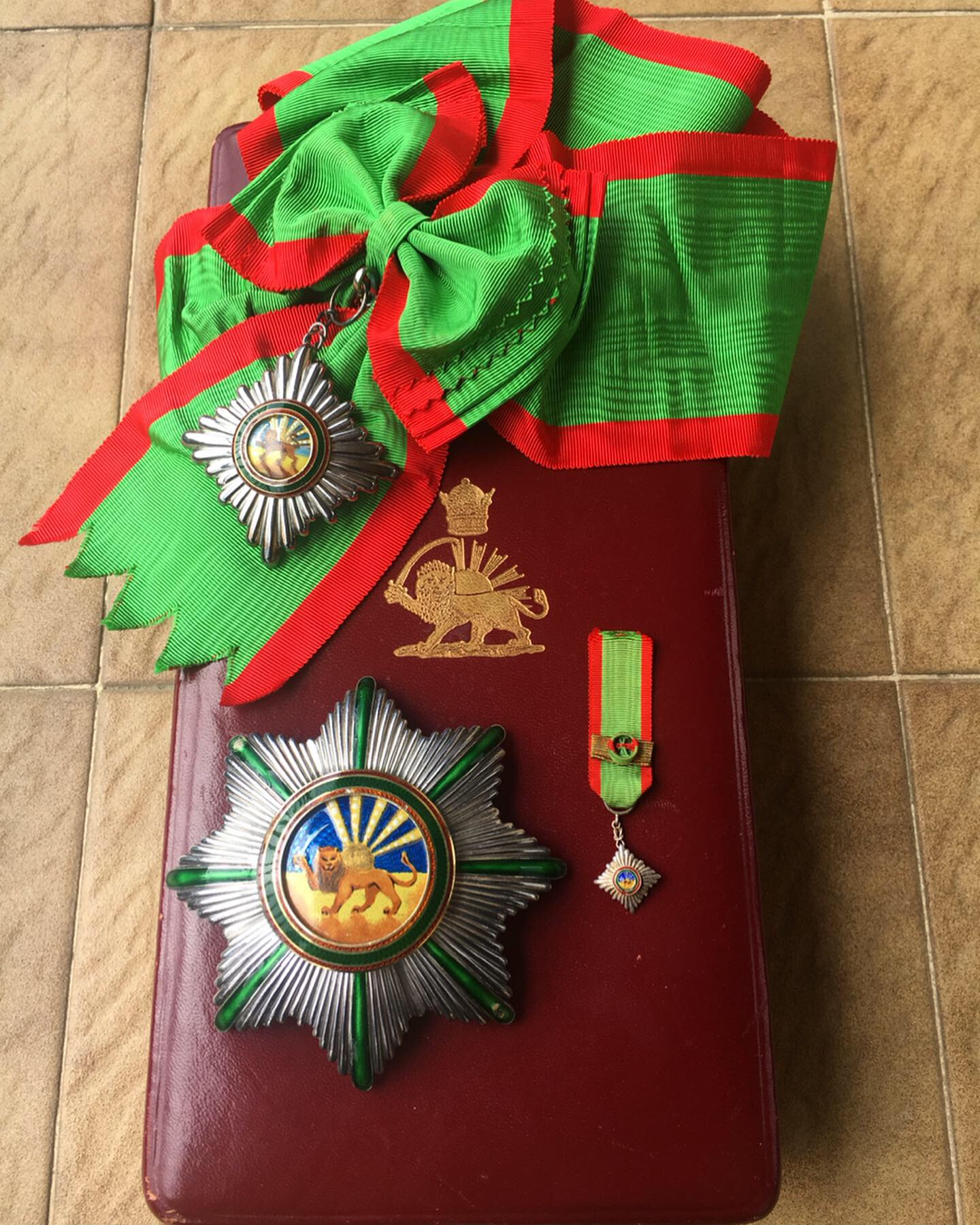
Grande Stella dell'Ordine di Homayoun dell'Ordine del leone e del sole

Le medaglie dell'ordine vennero prodotte non solo in Persia, ma anche in Germania, in Russia, in Francia, in Bulgaria ed in Austria, da zecche di stato e laboratori privati e questo portò alla produzione di un numero notevole di varianti e persino di contraffazioni. 
- La medaglia dell'ordine dell'ordine era composta da una stella raggiante in argento e smalti con al centro un medaglione rappresentante un leone sdraiato sull'erba avente sullo sfondo un sole nascente all'alba. Nella classe militare il leone impugna una spada.

- La placca dell'ordine era composta da una stella raggiante in argento e smalti con al centro un medaglione rappresentante un leone sdraiato sull'erba avente sullo sfondo un sole nascente all'alba. Nella classe militare il leone impugna una spada. Veniva portata sulla parte sinistra del petto. Con l'istituzione dell'Ordine imperiale di Aqdas, la placca per la prima classe dell'Ordine venne modificata estendendo la lunghezza dei bracci a una misura uguale, portandoli al numero di dodici e inframezzandoli da stelle a cinque punte presso la loro sommità.

Le insegne dell'ordine avevano un numero di raggi variabili a seconda del grado di conferimento: 4 per il grado di cavaliere, 5 per il grado di ufficiale, 6 per il grado di commendatore, 7 per il grado di grand'ufficiale e 8 per la grande stella.
- Il nastro era verde.

Sino al 1872, in realtà, le colorazioni del nastro erano differenti a seconda di chi ricevesse la decorazione e del grado della medaglia ricevuta: il nastro era blu chiaro per il sovrano persiano ed i sovrani stranieri; il nastro era verde per il primo ministro era blu con una striscia verde per parte; per i comandanti militari era rosso con una striscia verde per parte; per i maggiori generali era rosso con una striscia bianca per parte; per i generali di brigata era completamente rosso; per i colonnelli o gradi equivalenti era bianco. Per tutte le altre classi il nastro era genericamente verde.
- La medaglia, che veniva assegnata per casi di benemerenza minori, era realizzata in oro, agent o bronzo a seconda del merito e consisteva in un tondo di 36 mm di diametro riportante, sul diritto, la figura del leone persiano passante con in mano la spada e dietro un sole raggiante all'alba. Sul retro vi era l'indicazione della benemerenza in arabo.

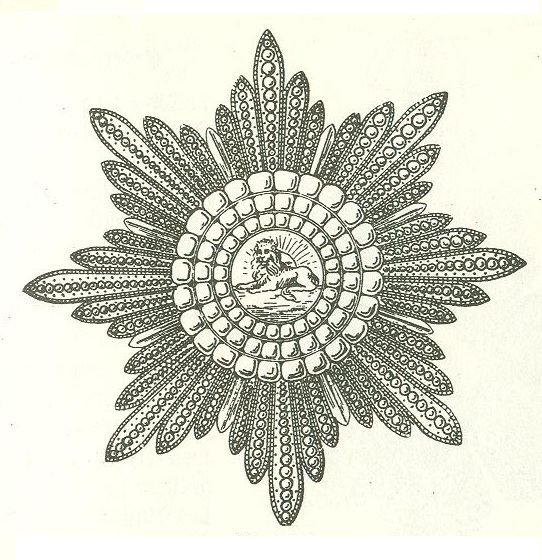
I classe Divisione civile
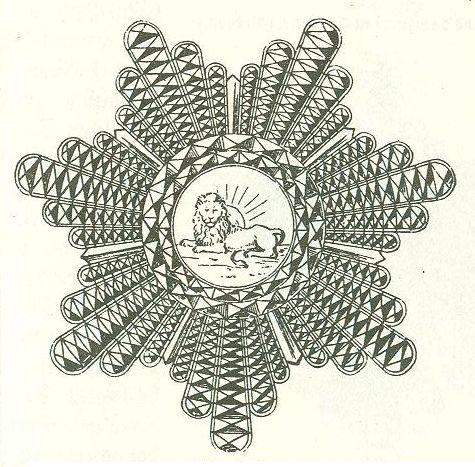
II classe Divisione civile
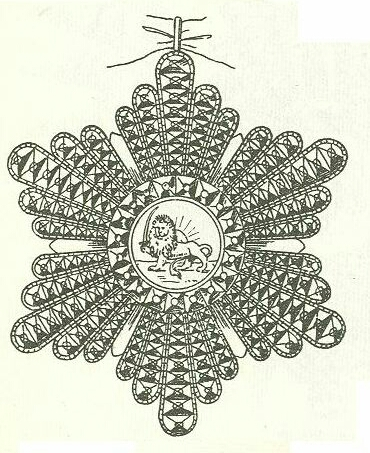
III classe Divisione militare
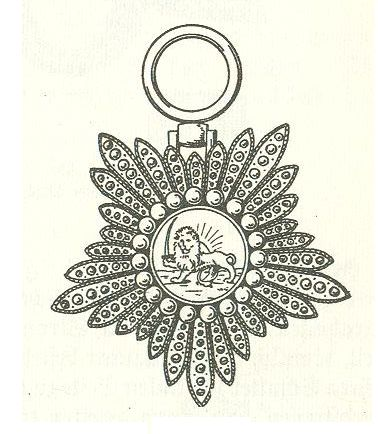
IV classe Divisione militare

## Classi
| Medaglie |           |           |              |                 |               |
|          |           |           |              |                 |               |
| Nastri   |           |           |              |                 |               |
| Medaglia | Cavaliere | Ufficiale | Commendatore | Grand'ufficiale | Grande Stella |

## Insigniti notabili
- Richard Colley (Wellesley), Marchese Wellesley (1811)
- Sir Gore Ouseley (1770-1844), Ambasciatore inglese in Persia (1812)
- Maggiore generale Henry Lindsay-Bethune (1787-1851), Comandante di un reggimento di fanteria persiana (1816)
- Generale Aleksey Petrovich Yermolov
- Sir Robert Ker Porter (1777-1842), artista e diplomatico (1819)
- Charles Maurice de Talleyrand-Périgord (1821)
- Luogotenente-colonnello Sir Henry Willock, inviato inglese in Persia 1815-1826 (1826)
- Luogotenente-colonnello Sir John Kinnear Macdonald, inviato inglese in Persia 1826-1830 (1828)
- Sir John McNeill, inviato inglese in Persia 1836-1842 (1833)
- Sir Mancherjee Merwanjee Bhownagree KCIE
- Sir George Hayter (1792-1871), ritrattista inglese
- Armand Trousseau (1801-1867), medico francese
- Maresciallo François Achille Bazaine (1811-1888), Generale francese
- Colonnello Francois Maurice Allotte de la Füye (1844-1939), militare, archeologo e numismatico francese
- Seth Apcar
- Sir Albert Abdullah David Sassoon (1889)
- Generale Sir Albert Houtum-Schindler
- Conte Karl Georg Huyn (1909)
- Edward Granville Browne (1922)
- Maggiore Mariánské Lázně (1900, commendatore)
- Cesare Mori (1871-1942), prefetto e senatore italiano
- Conte Paolo Spingardi (1845-1918), generale, senatore e ministro della guerra (1909-1914) italiano